# Шон Кутюр'є
Шон Кутюр'є (англ. Sean Couturier; 7 грудня 1992, м. Фінікс, США) — канадський хокеїст, центральний нападник. Виступає за «Філадельфія Флайєрс» у Національній хокейній лізі.
Виступав за «Драммонвіль Волтіжерс» (QMJHL), «Філадельфія Флайєрс», «Адірондак Фантомс» (АХЛ).
Станом на квітень 2023 року в чемпіонатах НХЛ — 721 матч (180+280), у турнірах Кубка Стенлі — 39 матчів (10+12).
У складі національної збірної Канади учасник чемпіонату світу 2015 (10 матчів, 3+4). У складі молодіжної збірної Канади учасник чемпіонату світу 2011.
Досягнення
- Чемпіон світу (2015)
- Срібний призер молодіжного чемпіонату світу (2011).
- Трофей Френка Дж. Селке (2020)

Сім'я
Його батько Сільвен Кутюр'є в минулому також хокеїст.